# Странична датотека
Странична датотека (swap file) је датотека која може ручно да се повећа или смањи. Може се распоредити на више физичких дискова. Оперативни системи такође могу сами одредити најприкладнију величину ове датотеке.
У рачунарским оперативним системима, страничење (енгл. paging) је један од начина за управљање меморијом, за које рачунар може сачувати и учитати податке за употребу у главној меморији. У страничењској шеми управљања, оперативни систем учитава податке из секундарног спремишта у облику блокова података исте величине, под називом "странице" (енгл. pages). Главна предност страничења према меморијској сегментацији је та што допушта физичкој адреси процеса да буде неконтигуирана. Пре него што се користило страничење, системи су морали контигуозно да сместе целе програме, што је проузроковало разне проблеме са одржавањем и фрагментирањем.
Страничење је важан део имплементације виртуелне меморије у најтежим оперативним система опште намене, што им омогућава да похрани простор за податке који не могу да стане у њиховој физичкој РАМ меморији. Дакле, оперативни системи помоћу страничне датотеке на хард диску симулирају додатни физички РАМ кад им недостаје физичке рам меморије (РАМ).